# Sokolie

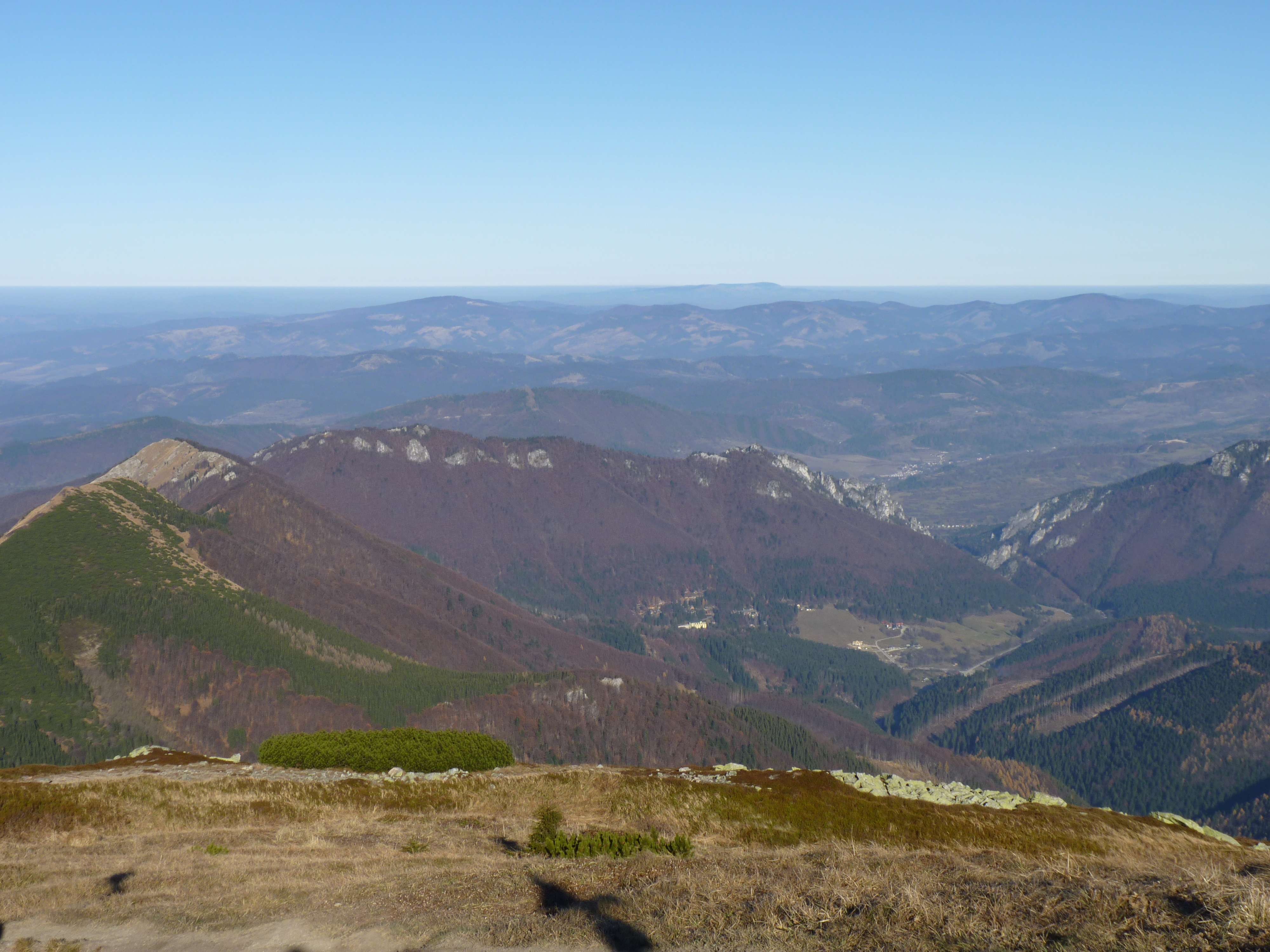
Widok na Sokolie z głównej grani Małej Fatry

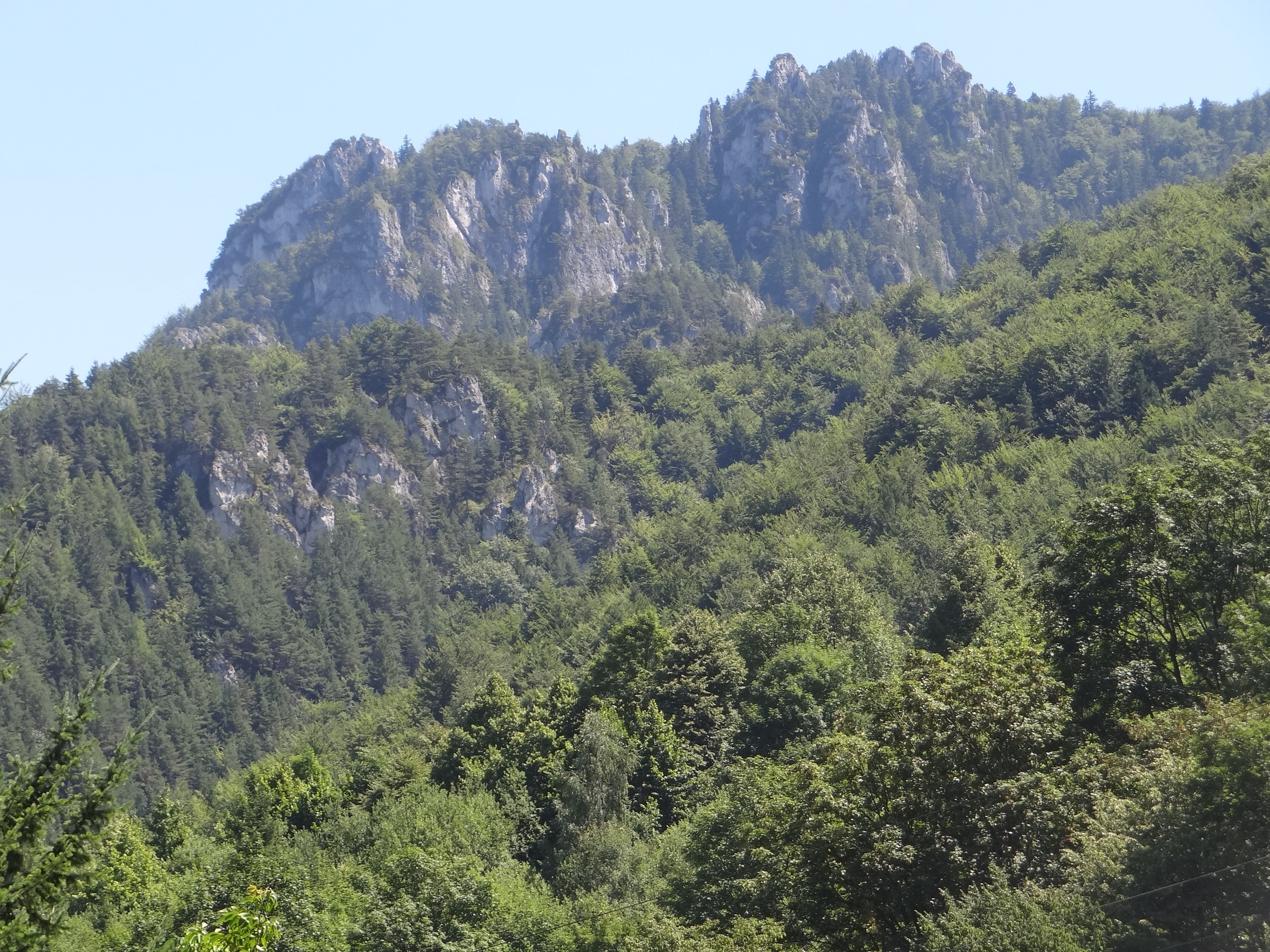
Zachodnie urwiska Sokolie

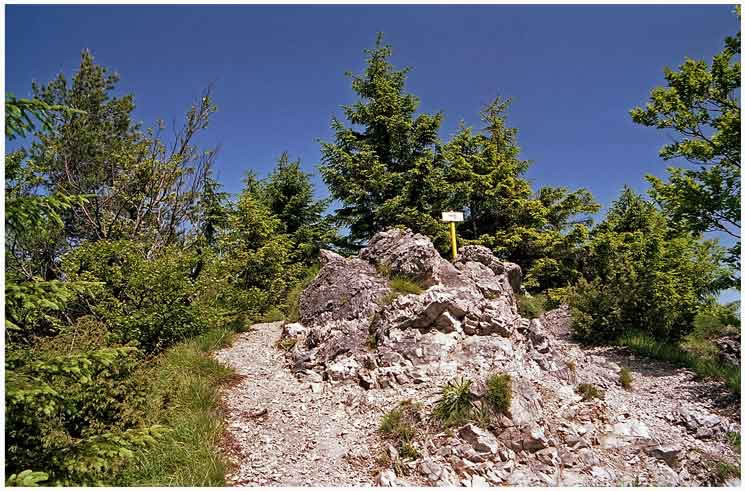
Szczyt Sokolie

Sokolie (1171 m) – masyw górski w tzw. krywańskiej części Małej Fatry w Centralnych Karpatach Zachodnich na Słowacji.

## Położenie
Sokolie leży na północnym skraju Małej Fatry. Masyw ma postać wału górskiego długości ok. 4,5 km, rozciągniętego w osi wschód – zachód i zamykającego od północnego zachodu Dolinę Wratną. Na wschodzie od masywu Bobotów oddziela go przełomowy odcinek doliny Vrátňanki, nazywany Cieśniawami (słow. Tiesňavy), natomiast od zachodu ogranicza go dolina potoku Veľká Bránica (Bránica). Na południu poprzez przełęcz Príslop (916 m) i grzbiet Baraniarky – Kraviarske łączy się z głównym grzbietem Małej Fatry. Na północy opada ku dolinie potoku Varínka, na odcinku Terchová – ujście Bránicy.
Najwyższy szczyt znajduje się mniej więcej w centrum masywu. Na zachodnim skraju masywu wyodrębnia się nieco niższa góra, zwana również Sokolie (914 m).

## Geologia – morfologia
Cały masyw Sokoliego, podobnie jak inne masywy północnych obrzeży Małej Fatry (Wielki i Mały Rozsutec oraz Boboty) jest zbudowany z osadowych skał tzw. serii choczańskiej. W najniższych położeniach spotkamy tu ciemnoszare wapienie, natomiast główny zrąb masywu budują dolomity ze środkowego i górnego triasu.
Południowe stoki masywu są stosunkowo mało rozczłonkowane, jedynie w ich górnej części wzdłuż grzbietu biegnie wyraźny ciąg wychodni skalnych w postaci baszt i ambon. Znacznie bardziej urozmaicone są stoki wschodnie masywu ponad Cieśniawami. Z dolomitowego budulca w długotrwałym procesie erozji powstały charakterystyczne, głęboko modelowane formy skalne w postaci skalnych murów, turni o fantastycznych kształtach, skalnych grzebieni porozdzielanych stromymi żlebkami itp. Najbardziej rozczłonkowane są północne stoki masywu, w których znajduje się kilka głębokich dolinek krasowych (niektóre z okresowymi ciekami wodnymi) również otoczonych licznymi formacjami skalnymi. Najbardziej interesującą jest tu dolina Obšívanka w północno-wschodniej części masywu.

## Przyroda ożywiona
Sokolie prawie w całości porośnięte jest lasami bukowo-jodłowymi. Jedynie w zachodniej części, na stokach szczytu Sokolie (914 m), znajduje się kilka większych polan. Wśród buków, które na grzbiecie przyjmują najfantastyczniejsze formy, rosną również jawory i świerki, a trafiają się też rzadkie cisy. W podszyciu pojawia się jarząb mączny, porzeczka alpejska i wawrzynek wilczełyko. Niedostępne szczyty niektórych turni wieńczą reliktowe sosny, które w najwyższych położeniach zastępuje kosodrzewina.
W masywie rośnie wiele rzadkich i chronionych roślin zielnych. Na cieplejszych stanowiskach, głównie na wyżej położonych wychodniach skalnych, spotkamy szereg gatunków ciepłolubnych. Z kolei Cieśniawy, a zwłaszcza głębokie dolinki na północnych zboczach masywu, są lokalnymi ostojami chłodu. Ta lokalna inwersja klimatyczna powoduje, że spotkamy tu wiele gatunków roślin, typowych dla piętra kosodrzewiny, a nawet subalpejskiego, jak aster alpejski, dzwonek drobny, urdzik karpacki, pierwiosnka łyszczak, goryczka krótkołodygowa, tłustosz alpejski czy dębik ośmiopłatkowy. Warto też wspomnieć, że w wąwozie Obšívanka na wysokości ok. 680 m n.p.m. znajdują się tu najniższe w Małej Fatrze naturalne stanowiska kosodrzewiny.
W faunie masywu należy wyróżnić zwłaszcza gatunki ptaków związane ze skałami: pomurnika oraz sokoła wędrownego, dla którego skalne turnie w otoczeniu doliny Obšívanka są jednym z ostatnich miejsc gniazdowania w tej części Karpat.
Cały masyw znajduje się w obrębie Parku Narodowego Mała Fatra. Najatrakcyjniejszą przyrodniczo północno-wschodnią część masywu obejmuje rezerwat przyrody Tiesňavy.

## Turystyka
Prawie wzdłuż całego grzbietu masywu biegną znakowane szlaki turystyczne. Ze względu na łatwą dostępność, niezbyt duże przewyższenie, a jednocześnie na ich bardzo wysokie walory krajobrazowe i przyrodnicze są one licznie uczęszczane przez turystów.
   Starý dvor –  przełęcz Príslop – Sokolie. 1 h 45 min (z powrotem 1 h 15 min);
  Starý Dvor – Sokolie. 1 h 30 min (z powrotem 1 h);
 Tiesňavy – Malé nocľahy – Sokolie. 1 h 40 min (z powrotem 1 h 20 min).
Szlaki nie oferują rozległych panoram. Szersze widoki roztaczają się jedynie z niektórych wychodni skalnych. Sam szczyt, który tworzy efektowna skałka, daje wgląd równocześnie w obie doliny Vrátnej: Starą Dolinę, biegnącą na południe pod Wielki Krywań i Chleb oraz tzw. Nową Dolinę, biegnącą na wschód pod Rozsutce. Pomiędzy nimi widać spłaszczony Grúň ze schroniskiem (Chata na Grúni), a jeszcze wyżej halny Poludňový grúň (1460 m) w głównym grzbiecie, otaczającym dolinę Vrátnej.
U południowych podnóży masywu schronisko turystyczne Chata pod Sokolím, kilka pensjonatów i szereg prywatnych daczy. Między nimi niewielkie stoki narciarskie z 3 krótkimi wyciągami narciarskimi.